# لاوبنهایم
لاوبنهایم (به آلمانی: Laubenheim) یک شهر در آلمان است که در باد کرویتسناخ واقع شده‌است.